# 와다 준
와다 준(일본어: 和田 潤, 1973년 11월 28일 ~ )는 일본의 전 축구 선수이다.

## 구단 경력
과거 FC 도쿄에서 활동하였다.